# Yip Man
Yip Man, também conhecido como Ip Man, (Em chinês: 葉問; Foshan, na China da Dinastia Qing, 1 de outubro de 1893 - Hong Kong, 1 de dezembro de 1972) era um artista de artes marciais e professor mestre do estilo Wing Chun do Kung Fu. Ensinou a diversos alunos que futuramente se tornaram mestres notórios, sendo o mais famoso deles Bruce Lee.

## Biografia
Nasceu em uma família abastada, cujo templo era dirigido pelo mestre Chan Wah-shun, "Wah, o Trocador de Dinheiro", do estilo Wing Chun (ou Ving Tsun ) de Kung Fu.
O garoto Yip Man foi o terceiro filho do casal Yip Oi-dor e Ng Shui, que eram de abastada família da província de Foshan. O casal teve, ao todo, quatro filhosː Yip Kai-Gak, o mais velho; Yip Wan-mei, a irmã; Yip Man; e Yip Wan-hum, a mais nova. Yip Man treinou com o mestre Wah desde 1906, quando tinha doze anos de idade. Nessa época, Chan Wah-shun tinha 57 anos de idade. Ip foi o 16º e último aluno de Chan Wah-shun. Devido à idade de Chan Wah-shun, este somente pôde ensinar Ip Man por três anos, até que, em 1909, sofreu um leve acidente vascular cerebral e se retirou para sua vila natal. Ip Man aprendeu a maior parte de suas técnicas com o segundo discípulo mais velho de Chan Wah-shun, Ng Chung-sok (吳仲素).
Com a idade de dezesseis anos, e com a ajuda de seu parente Leung Fut-ting, Ip Man se mudou para Hong Kong para prosseguir os estudos secundários no Colégio de São Estêvão (St Stephen's College). Yip Man vivia se envolvendo em brigas, as quais sempre vencia graças à eficiência de seu wing chun. Seis meses após se mudar para Hong Kong, um colega de Ip chamado Lai disse-lhe que um amigo do pai de Lai estava morando com eles, era um perito em artes marciais e se havia oferecido para ter um treino amigável de combate com Ip. Nessa época, Ip estava imbatível e, portanto, aceitou ansiosamente o desafio. Ip foi à casa de Lai num domingo à tarde. Após uma troca de amenidades, desafiou o homem para um duelo. Este o olhou de alto a baixo e sorriu, perguntando se ele havia treinado com o venerável mestre Chan Wah-shun, de Fatshan, e se ele já havia aprendido o Chum-Kiu (segunda forma do estilo Ving Tsun).
Yip Man não prestou atenção ao que o homem dizia, pois senão teria percebido que apenas um conhecedor do estilo poderia saber esses detalhes. Vendo que não havia outra alternativa, o homem disse que Yip Man poderia atacar como quisesse, que ele tentaria não machucá-lo. Isso enfureceu o adolescente, que atacou diversas vezes. O homem apenas esquivava seus golpes e o jogava ao chão até que Yip Man reconheceu sua derrota. O senhor finalmente se apresentou: era Leung Bik, o segundo filho do grande mestre Leung Jan. Leung Jan fora sifu (mestre) de Chan Wah-shun.
Este, por sua vez, foi professor do mestre de Yip Man. Incrédulo por ter sido tão facilmente derrotado, Ip solicitou um novo desafio, e foi novamente derrotado. Frustrado, Ip se retirou sem dizer uma palavra. Uma semana depois, Lai disse a Ip que Leung Bik lhe havia perguntado como estava Ip. Ip respondeu que estava muito embaraçado para voltar a se encontrar com Leung Bik. Nesse ponto, Lai disse que Leung Bik elogiara a técnica de Ip.
Ip, então, começou a treinar com Leung Bik, até a morte de Leung em 1911. Retornou a Foshan em 1917, quando tinha 24 anos, e se tornou um oficial de polícia. Ele ensinou um pouco de wing chun a alguns de seus subordinados, amigos e parentes, mas não abriu uma escola oficial de artes marciais.Ip se casou com Cheung Wing-sing e, juntos, tiveram vários filhosː os filhos Ip Chun e Ip Ching, e as filhas Ip Nga-sum (葉雅心) e Ip Nga-wun (葉雅媛). Alguns de seus mais famosos alunos informais foram Chow Kwong-yue (周光裕), Kwok Fu (郭富), Lun Kah (倫佳), Chan Chi-sun (陳志新), Xu He-Wei (徐和威) e Lui Ying (呂應). Entre eles, Chow Kwong-yue era tido como o melhor, mas ele acabou se dedicando ao comércio e abandonando as artes marciais.Kwok Fu e Lun Kah começaram a ensinar a alunos na região de Foshan e Guangdong. Chan Chi-sun e Lui Ying foram, posteriormente, para Hong Kong, mas nenhum deles aceitou estudantes.
Ip foi viver com Kwok Fu durante a Segunda Guerra Sino-Japonesa e só retornou a Foshan após o final da guerra, quando ele encerrou sua carreira como oficial de polícia. No ano de 1949, Ip ensinou seu filho Ip Ching. No final de 1949, quando o Partido Comunista da China venceu a Guerra Civil Chinesa, como Ip era um oficial do Kuomintang, ele, sua mulher e sua filha mais velha Ip Nga-sum se mudaram para Hong Kong.

### Vida em Hong Kong
Ip, sua esposa e sua filha chegaram a Hong Kong via Macau em 1950. Sua esposa e sua filha retornariam posteriormente a Foshan para recuperar suas carteiras de identidade. Entretanto, devido ao fechamento de fronteiras entre China e Hong Kong em 1951, Ip e Cheung se separaram para sempre, e Cheung permaneceu em Foshan. Yip Man, fiel à promessa feita ao seu mestre, primeiramente se recusou a ter alunos. Refinado e sem grandes dotes físicos, teve muita dificuldade para arranjar emprego, e teve que dar aulas para poder sobreviver. Finalmente, foi convencido por um amigo a dar aulas de Kung Fu na Associação dos Trabalhadores em Restaurantes de Hong Kong. Com o passar do tempo, juntou um punhado de discípulos, com os quais fundou sua primeira academia desportiva. Seus alunos, entre eles o famoso Bruce Lee, enfrentaram muitos desafios que tornaram o Wing Chun famoso e muito procurado.
Inicialmente, a sua academia não prosperou muito, pois os alunos tipicamente permaneciam apenas por alguns meses. Ele mudou o endereço de sua escola por duas vezesː primeiro, para Castle Peak Road, em Sham Shui Po, e então para Lee Tat Street (利達街), em Yau Ma Tei. Nessa época, alguns de seus alunos já tinham um bom nível técnico e se tornaram aptos a abrir suas próprias escolas. Eles começaram a desafiar praticantes de outros estilos, e suas vitórias aumentaram a fama de Ip. Por volta de 1955, Ip teve uma amante oriunda de Xangai, a qual era chamada pelos estudantes de Ip de Shanghai Po (上海婆). Ip e sua amante tiveram um filho, Ip Siu-wah (葉少華).
Enquanto isso, em Foshan, sua esposa Cheung morreu de câncer em 1960. Ip nunca apresentou formalmente sua amante a seus outros filhos, que se reuniram a Ip em Hong Kong em 1962. Em 1967, ele fundou a Hong Kong Ving Tsun Athletic Association (詠春體育會), entidade que ainda hoje representa aquele estilo em Hong Kong e foi o berço de todos os grandes mestres de Ving Tsun da atualidade. O propósito inicial da associação era ajudar Ip Man com seus problemas financeiros, supostamente causados por seu consumo regular de ópio. Um de seus mais antigos alunos, Duncan Leung, disse que Ip usava o dinheiro das aulas particulares para sustentar seu consumo de ópio.
A amante de Ip morreu de câncer em 1968, e o filho de ambos se tornaria um praticante de wing chun, como seus meio-irmãos.

### Morte e legado
Faleceu em 2 de Dezembro de 1972, no número 149 da rua Tung Shoi, vitimado por um câncer na laringe devido ao hábito de fumar,apenas sete meses antes da morte de seu aluno mais famoso, Bruce Lee. Ele foi enterrado em Wo Hop Shek, em Hong Kong. O legado de Ip é a prática mundial de wing chun. Ip Chun, o filho mais velho de Ip Man, foi escolhido em 2014 como representante oficial do estilo. Os discípulos famosos de Ip Man incluemː Leung Sheung, Lok Yiu, Chu Shong-tin, Wong Shun-leung, Bruce Lee, Moy Yat, Ho Kam-ming, Chow Tze-chuen, Victor Kan, seu sobrinho Lo Man-kam, seus filhos Ip Ching e Ip Chun, e Leung Ting. Ip Man escreveu uma história do wing chun. Muitos objetos de sua vida estão exposto no museu Yip Man Tong, no Templo Ancestral de Foshan. Muitos filmes foram feitos retratando a vida de Ip Man.

## Linhagem
Esta é a linhagem do wing chun, de acordo com Ip Manː
| Ng Mui (uma dos Cinco Velhos do mosteiro Shaolin)                                           |
| Yim Wing-chun (aprendeu Wing Chun de Ng para defesa pessoal)                                |
| Leung Bok-chau (marido de Yim)                                                              |
| Leung Lan-kwai                                                                              |
| Wong Wah-bo (aprendeu a forma do bastão de Leung Yee-tai em troca do sistema de mão vazia)  |
| Leung Yee-tai (adicionou sua forma de bastão ao sistema de mão vazia que aprendera de Wong) |
| Leung Jan                                                                                   |
| Chan Wah-shun                                                                               |
| Yip Man (também aprendeu de Ng Chung-sok, Leung Bik)                                        |

## Na mídia
No filme de 1976 Bruce Lee: The Man, The Myth, Ip Man foi representado por seu filho mais velho Ip Chun. Ip Man foi interpretado por Wang Luoyong no filme de 1993 Dragon: The Bruce Lee Story. No filme de 1999 What You Gonna Do, Sai Fung?, Ip Man foi novamente interpretado por seu filho Ip Chun. Yu Chenghui interpretou Ip Man na série de televisão chinesa de 2008 The Legend of Bruce Lee. A história de Yip Man e, consequentemente, do Wing Chun, foi retratada na cronologia Ip Man, iniciada em 2008 e estrelada por Donnie Yen.
O filho mais velho de Yip Man, Ip Chun, aparece no longa caracterizando o personagem do mestre Leung Bik e também atua nos bastidores como o principal consultor do roteiro. A cronologia toma algumas liberdades em relação à história real de Ip Man, visando a aumentar seu efeito dramático. Foi o primeiro filme baseado inteiramente na vida de Ip Man. Em 2010, foi lançado outro filme baseado em Hong Kong sobre a vida de Ip Manː  The Legend Is Born – Ip Man.
O filme é dirigido por Herman Yau e estrelado por Dennis To. Ip Chun faz uma participação especial interpretando Leung Bik. No filme de 2010 Bruce Lee, My Brother, Ip Man foi interpretado por Wong Chi-wai. O filme de 2013 The grandmaster, de Wong Kar-Wai, tem Tony Leung Chiu-Wai como Ip Man. A série de televisão chinesa de 2013 Ip Man foi exibida originalmente pela Shandong Television do final de Fevereiro a meados de Março.Foi dirigida por Fan Xiaotian e estrelada por Kevin Cheng, e Zhou Jianan na fase jovem.
O filme de 2013 Ip Man: The Final Fight, dirigido por Herman Yau e estrelado por Anthony Wong, foca na vida posterior de Ip em Hong Kong. Kevin Cheng, da série de televisão de 2013, interpreta o jovem Ip Man. O filme Ip Man 4 teve sua estreia adiada para Dezembro de 2019. Ele foca na ida de Ip Man para Seattle para ajudar seu aluno Bruce Lee a abrir sua própria escola.
| Ano  | Título em português    | Título em inglês           |
| ---- | ---------------------- | -------------------------- |
| 2008 | O Grande Mestre        | Ip Man                     |
| 2010 | O Grande Mestre 2      | Ip Man 2                   |
| 2010 |                        | The Legend Is Born: Ip Man |
| 2013 | O Grande Mestre (2013) | The Grandmaster            |
| 2013 |                        | Ip Man: The Final Fight    |
| 2015 | O Grande Mestre 3      | Ip Man 3                   |
| 2019 | O Grande Mestre 4      | Ip Man 4                   |